# Гори Кларка
Гори Кларка (англ. Clarke Montes) — група гір на супутнику Плутона Хароні. Розташована на рівнині Вулкана. Найбільший розмір — близько 75 км. Названа на честь Артура Кларка. Цю назву (спершу в вигляді Clarke Mons — «гора Кларка») запропонувала наукова група зонда «New Horizons» у липні 2015 року, а 11 квітня 2018 року в сучасному вигляді затвердив Міжнародний астрономічний союз.